# Torpedo Whitehead
El torpedo Whitehead fue el primer torpedo autopropulsado que se haya desarrollado. Fue perfeccionado en 1866 por el ingeniero inglés Robert Whitehead, a partir de un tosco diseño concebido por Giovanni Luppis, oficial de la Armada austrohúngara, en Fiume. Era impulsado por un motor de aire comprimido de tres cilindros inventado, diseñado y fabricado por el ingeniero Peter Brotherhood. Muchas fuerzas navales adquirieron el torpedo Whitehead durante la década de 1870, incluida la Armada de los Estados Unidos. Este primigenio torpedo demostró su eficacia en combate durante la guerra ruso-turca de 1877-1878, cuando el 16 de enero de 1878, el buque otomano Intibah fue hundido por las lanchas torpederas rusas armadas con torpedos Whitehead, aunque este evento fue puesto en tela de juicio en un libro.
El término "torpedo" viene del pez torpedo, que es un tipo de raya que usa una descarga eléctrica para paralizar a su presa.

## Historia

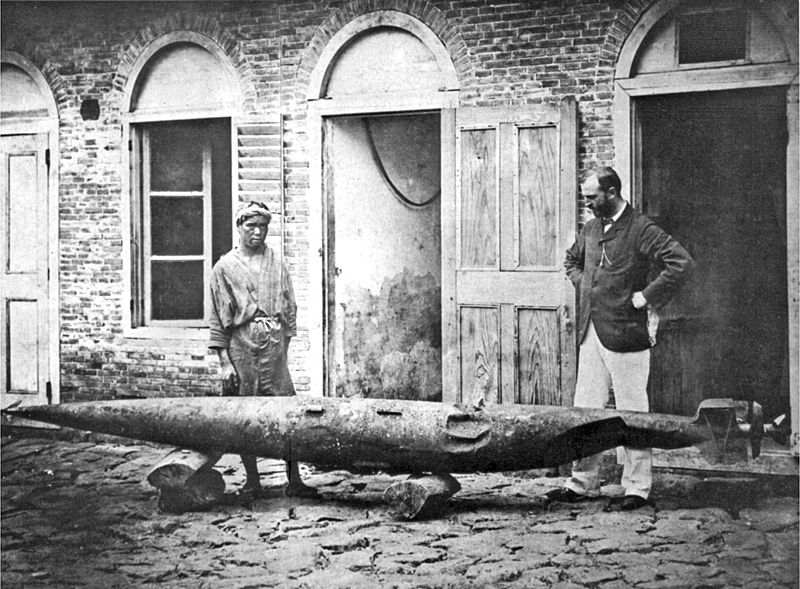
Robert Whitehead junto a un prototipo de torpedo dañado, Fiume (hoy Croacia), hacia 1875.

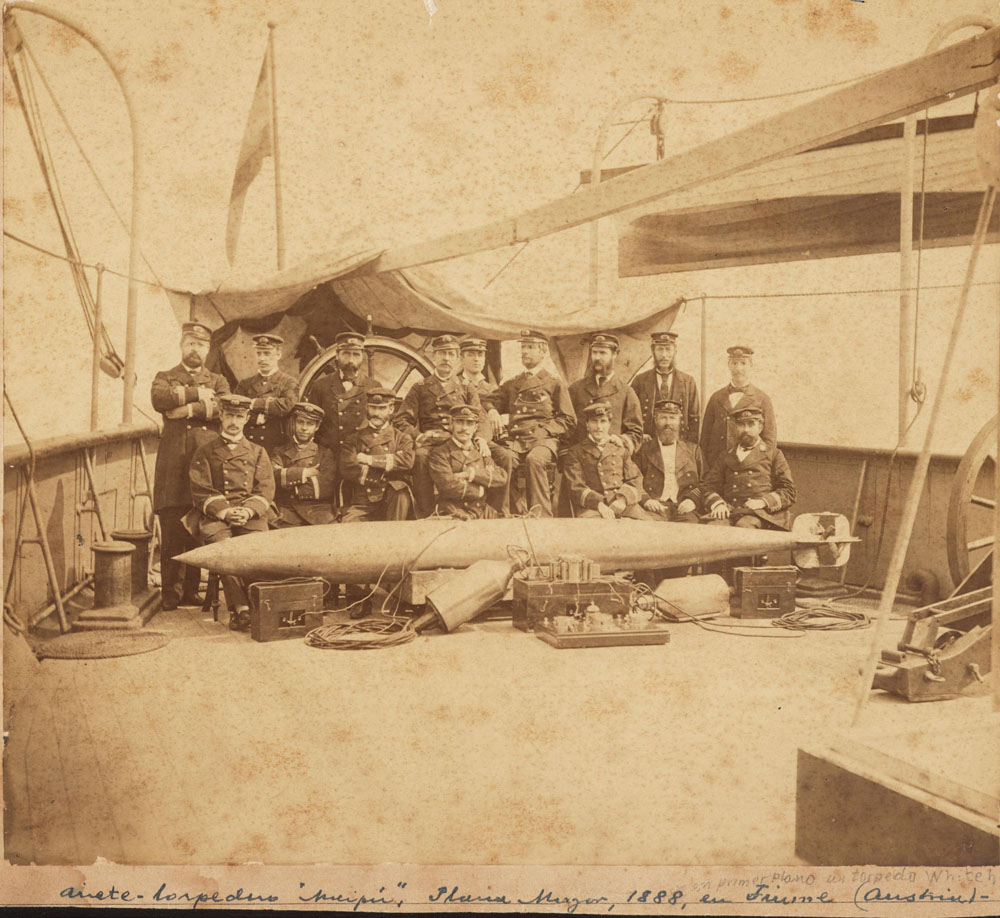
Marineros argentinos con un torpedo Whitehead en Fiume, 1888.

Hacia mediados del siglo XIX, un oficial de la Armada austriaca concibió la idea de emplear una lancha cargada con explosivos, impulsada por una máquina de vapor o un motor neumático y guiada mediante cables contra buques enemigos. Después de fallecer sin haber perfeccionado ni hacer pública su invención, los documentos del anónimo oficial llegaron a manos del capitán Giovanni Luppis. Luppis había construido una maqueta del dispositivo; estaba propulsado por un mecanismo de relojería y era guiado desde tierra mediante cables. Insatisfecho con el dispositivo, que lo llamó "salvacosta", Luppis le encargó el trabajo a Robert Whitehead, un ingeniero inglés que en aquel entonces trabajaba en el Stabilimento Técnico Fiumano, una fábrica en Fiume, Imperio austrohúngaro (hoy Rijeka, Croacia). Whitehead quedó impresionado por el potencial del arma y se determinó a diseñar y construir un torpedo, capaz de recorrer una razonable distancia debajo del agua. Alrededor de 1850, la Armada austriaca solicitó a Whitehead que desarrolle este diseño en un torpedo autopropulsado.
Whitehead desarrolló el llamado Minenschiff (buque mina, en alemán). Este era un torpedo de 3,3 m de longitud y con un diámetro de 355 mm, propulsado por aire comprimido y llevando una ojiva explosiva, que alcanzaba una velocidad de 13 km/h y podía impactar un buque a 640 m de distancia.
En octubre de 1866 estuvo listo el primer modelo, cuya patente para construcción fue vendida a Austria en 1869. Este modelo, realizado en acero, tenía una velocidad de 11 a 22 km/h para una distancia de 183 m, impulsado por aire comprimido a una presión de 2400 kPa. Paralelamente, el inventor ruso I. F. Aleksandrovskiy había diseñado también un torpedo móvil impulsado por aire, pero Rusia prefirió el modelo Whitehead.
En 1868, Whitehead introdujo una solución para el problema de estabilidad de su torpedo: el control de péndulo e hidrostato, contenido en su cámara de inmersión. Él siguió desarrollando su invento y ofreció dos modelos más en ese mismo año:
- Largo, 3,56 m; diámetro, 355,6 mm; peso, 157 kg; carga explosiva, 18 kg.
- Largo, 4,26 m; diámetro, 406,4 mm; peso, 295 kg; carga explosiva, 27,2 kg.

En ambos, la velocidad era de 14,8-18,5 km/h y alcance de 183 m. El precio era de 150 libras esterlinas para el pequeño y de 250 libras esterlinas para el modelo grande.
Para 1870, los torpedos Whitehead alcanzaban una velocidad de 31,5 km/h. Pero todavía faltaba resolver el problema de la corrección del curso: devolver el torpedo a su curso inicial después de haberse desviado a causa del viento o las olas. La solución fue un mecanismo giróscópico, que había sido patentado por Ludwig Obry, cuyos derechos fueron comprados por Whitehead en 1896.
Para 1877, Whitehead había desarrollado modelos con velocidades de 29 km/h para alcance de 760 m y de 40,7 km/h para un alcance de 183 m, con una presión de aire de 1100 psi.
El Reino Unido compró torpedos Whitehead en 1870 y al año siguiente compró los derechos de fabricación, empezando a producirlos en el Real Arsenal de Woolwich. La Royal Navy armó con torpedos Whitehead a sus primeros submarinos, desde el HMS Holland 1 en adelante. Francia, Alemania, Italia y Rusia fueron los siguientes países que compraron estos torpedos, siendo Chile en 1877 y Argentina en 1878, los primeros en comprarlo en América. Whitehead ofreció al gobierno de Estados Unidos la venta de su patente en 1869 por 75.000 dólares y luego en 1873 por 40.000 dólares, rechazándolas en ambas ocasiones porque se confiaba más en los torpedos que desarrollaba dentro del país, aunque en 1892 se llegó a un acuerdo para fabricar cien torpedos Whitehead Mk 1 a un precio de 2.000 dólares cada uno.
En la década de 1880, Whitehead confesó haber vendido 1.500 torpedos a los siguientes países: Reino Unido, 254; Rusia, 250; Francia, 218; Alemania, 203; Austria, 100; Dinamarca, 83; Grecia, 70; Italia, 70; Portugal, 50; Argentina, 40; Bélgica, 40; Chile, 26; Noruega, 26 y Suecia, 26. En 1904, el almirante británico Henry John May comentó: "pero para Whitehead, el submarino sigue siendo poco más que un juguete interesante".

## Diseño

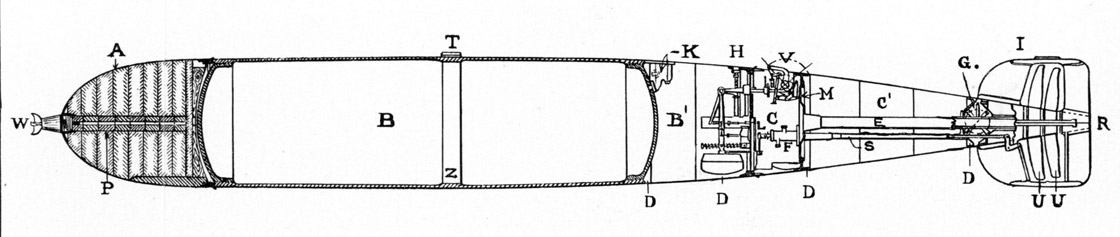
Corte esquemático del torpedo Whitehead, en el manual The Whitehead Torpedo, publicado por la Armada de Estados Unidos en 1898: A. ojiva B. tanque de aire. B'. cámara de inmersión C. cuarto de máquinas C'. sección posterior D. agujeros de drenaje E. tubo del eje F. mecanismo de viraje G. caja de engranaje cónico H. indicador de profundidad I. cola K. válvulas de avance y parada L. mecanismo de bloqueo M. soporte del motor P. funda del detonador R. timón S. tubo de la varilla de viraje T. resalte de guía U. hélices V. conjunto de válvulas W. espoleta Z. banda de refuerzo.

La Armada de los Estados Unidos empezó a emplear el torpedo Whitehead en 1892, después que la empresa estadounidense E. W. Bliss Company comprase los derechos de producción. El torpedo Whitehead fabricado para la Armada estadounidense estaba dividido en cuatro secciones: la ojiva, el tanque de aire, la sección posterior y la cola. La ojiva contenía la carga explosiva de nitrato de celulosa; el tanque de aire contenía aire comprimido a 90 atmósferas; la sección posterior contenía el motor y el mecanismo de control, mientras que las hélices y el timón estaban en la cola. El tanque de aire estaba hecho de acero forjado. Las otras piezas del cuerpo del torpedo estaban hechas de chapa de acero delgada. Las piezas internas generalmente estaban hechas de bronce. El torpedo era lanzado sobre o debajo de la superficie del agua desde un tubo lanzatorpedos, empleando aire comprimido o una carga propulsora de pólvora.

## Historial de combate

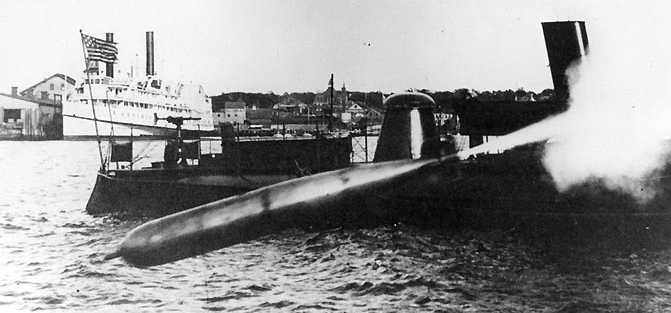
Lanzamiento de un torpedo Whitehead Mk3 desde East Dock, Goat Island, Newport Torpedo Station, Rhode Island, 1894.

El primer uso de este torpedo fue en 1877 durante el Combate de Pacocha. Ese mismo año, durante la Guerra Ruso-Turca, dos lanchas torpedearon al vapor turco Intibah, pero el primer ataque realizado con éxito a una unidad de guerra fue durante la guerra civil chilena de 1891, cuando fue hundida en Caldera la fragata blindada Blanco Encalada de las fuerzas congresistas, por parte del cazatorpedero Almirante Lynch que estaba del bando balmacedista.
El último uso en combate del torpedo Whitehead fue el 9 de abril de 1940, durante la Batalla del seno de Drøbak. Dos torpedos fueron lanzados desde una batería de tubos lanzatorpedos en el fiordo de Oslo contra el crucero alemán Blücher. Esto remató al buque, que ya había sido severamente dañado por los disparos de las baterías de artillería costera de la fortaleza de Oscarsborg.  

## Usuarios
- Armada de Imperio austrohúngaro[8]
- Kaiserliche Marine[8]
- Armada Argentina[8]
- Componente Marino del Ejército Belga[8]
- Armada de Chile[8]
- Real Armada de Dinamarca[8]
- Armada de los Estados Unidos[12]
- Marina Nacional francesa[8]
- Armada Griega[8]
- Regia Marina[8]
- Armada de México[15]
- Armada Real Noruega[8]
- Marina portuguesa[8]
- Marina Real británica[4]
- Armada Imperial Rusa[8]
- Armada de Suecia[8]